# Chiesa di San Nicolò di Bari (Riccò del Golfo di Spezia, Polverara)
La chiesa di San Nicolò di Bari è un luogo di culto cattolico situato nella frazione di Polverara nel comune di Riccò del Golfo di Spezia, in provincia della Spezia. La chiesa è sede della parrocchia omonima del vicariato della Bassa Val di Vara della diocesi della Spezia-Sarzana-Brugnato.

## Storia e descrizione
L'edificio religioso è situato su una lieve altura nei pressi del borgo denominato Olivo e dal suo piazzale si gode di un'ampia vista sul paese e sui monti circostanti.
La chiesa è rammentata fin dal 1297 come una filiale della Pieve di San Prospero di Vezzano. Nel 1641 venne ingrandita e modificata nelle forme attuali: la data è visibile nell'architrave della porta laterale dell'edificio, il quale si presenta ad una sola navata, con il soffitto affrescato negli anni 50' del secolo scorso (a seguito di un incendio) dal pittore pontremolese Tiziano Triani; vi sono raffigurati il Battesimo di Gesù Cristo, la Vergine col Bambino e San Nicola e i bambini. Sul lato destro della navata, in una piccola nicchia in prossimità dell'entrata, è conservato un fonte battesimale del XIX secolo, sostitutivo di un più antico fonte del XV secolo posto oggi sotto una tettoia sul lato sinistro esterno dell'edificio. Due cappelle laterali, aggiunte probabilmente durante il restauro del 1641 conferiscono alla chiesa la caratteristica pianta a croce latina: la cappella destra è dedicata alle Anime Purganti mentre la sinistra alla Madonna di Loreto e conserva anche un busto di San Tarcisio morente e un quadro del XX secolo raffigurante Il Sacrificio di Isacco; ai lati delle rispettive cappelle sono poste le statue di Santa Teresa e di Sant'Antonio di Padova. Affianca l'altar maggiore una bellissima statua lignea raffigurante San Nicola e il miracolo dei bambini del XIX secolo; il santo compare anche in un bassorilievo posto sotto l'altare, mentre sopra il coro ligneo si conserva un olio su tela del XVIII secolo raffigurante San Nicola, San Sebastiano e San Rocco.
Il campanile è decorato in stile pseudo-barocco ed è affiancato dall'antica canonica, oggi adibita ad abitazione privata. All'esterno della chiesa, sul muro della cappella che affianca l'antica porta laterale sono visibili tre lapidi: la prima, datata 29/8/1920, ricorda i polveraresi caduti durante la Grande guerra; al disotto di essa, la seconda ricorda invece i caduti della Seconda Guerra Mondiale, mentre a fianco della prima una piccola targa ricorda i cinque aviatori inglesi morti a Polverara il 24 novembre 1943.  

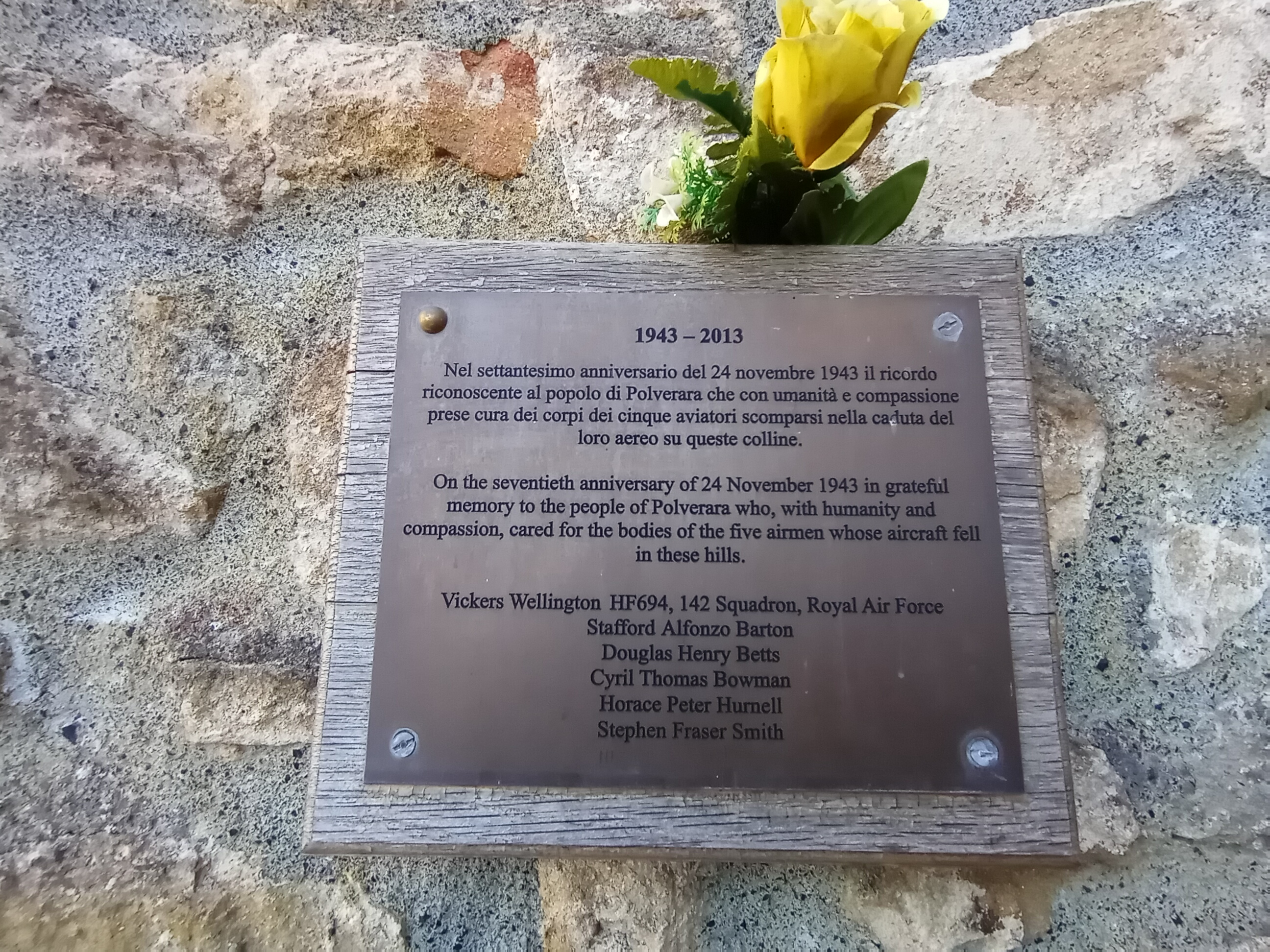
Targa commemorativa dedicata all'incidente aereo del 1943.

Sul piazzale si affaccia anche l'Oratorio di San Rocco, ricordato sin dal 1584 nel Casatia dei disciplinati di San Rocco; l'edificio venne quasi certamente costruito in concomitanza con il verificarsi di epidemie di peste nella zona tra il XVI e il XVII secolo.
A fianco all'oratorio si trova il cimitero comunale, un tempo situato di fronte all'ingresso principale della chiesa e soppresso probabilmente con l'editto napoleonico del 1806.

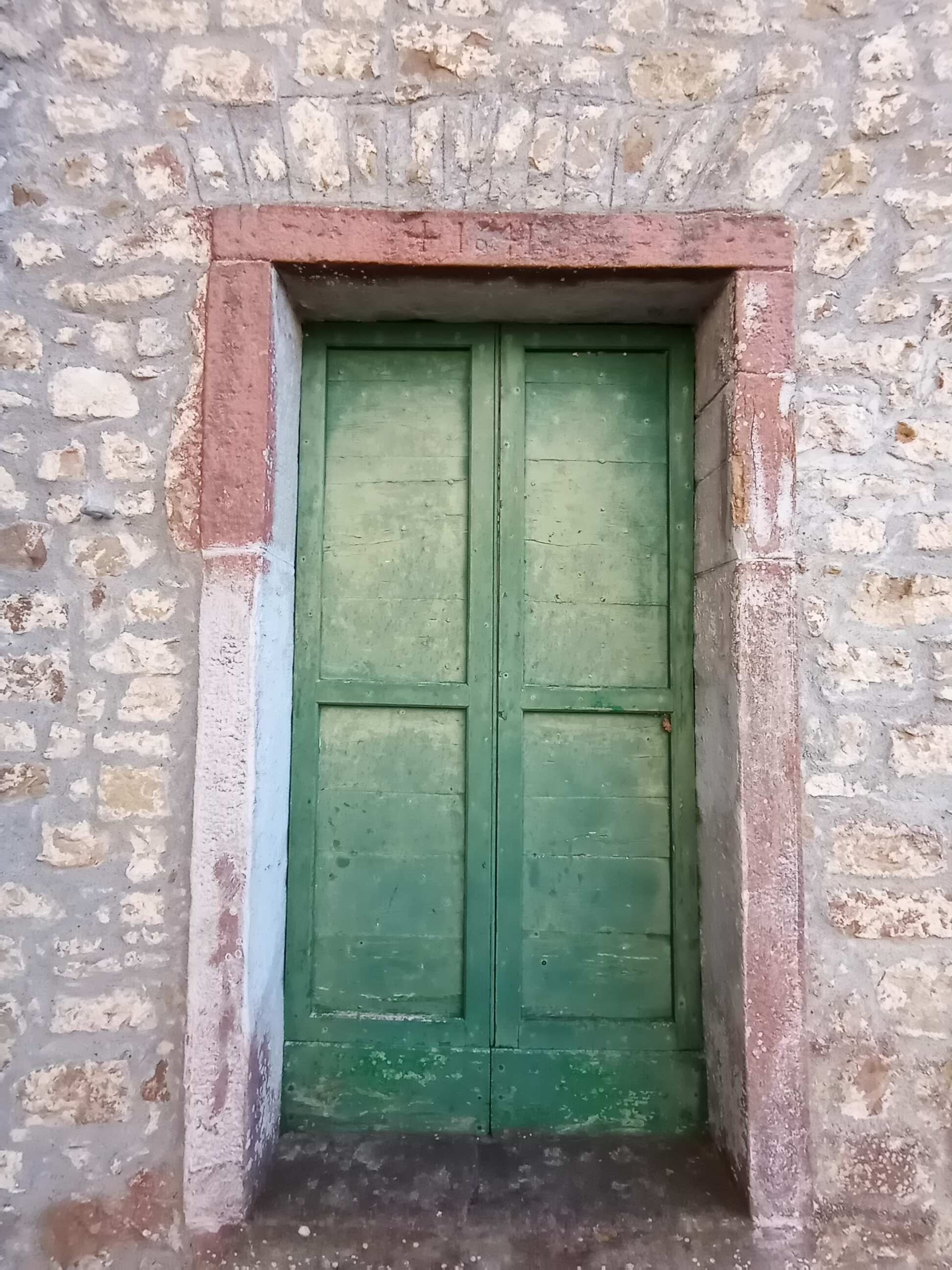
La porta laterale dell'edificio recante la data "1641" sull'architrave.

Dipendono dalla parrocchiale il già citato oratorio di San Rocco, la cappella di Nostra Signora della Neve in località Torre e la chiesa del Cuore Immacolato di Maria in Val Graveglia.
La chiesa di San Nicola è annoverata nel Catalogo Generale dei Beni Culturali Italiani.